# AJ-10
AJ-10 — гіперголічний ракетний двигун, виготовлений компанією Aerojet Rocketdyne (раніше Aerojet). Його використовували для приведення в рух верхніх ступенів кількох ракет-носіїв, у тому числі Delta II і Titan III. Варіанти використовувалися та використовуються як робочий двигун для командно-сервісного модуля Apollo, в системі орбітального маневрування космічного човника та в європейському службовому модулі – частині космічного корабля NASA Orion.

## Варіанти
Вперше він був використаний у другому ступені Delta-A/Able ракети Венгард у конфігурації AJ10-118. Спочатку його використовували азотна кислота та НДМГ. Двигун AJ10 вперше був запущений у польоті під час третього запуску Vanguard 17 березня 1958 року, що успішно вивело супутник Венгард 1 на орбіту.
Двигун AJ10-101 використовувався на оновленій версії ступеня Able, що використовується на ракетах Atlas-Able і Thor-Able. Перший політ AJ10-101 з Thor-Able відбувся 23 квітня 1958 року; однак «Тор» вийшов з ладу до того, як спрацював верхній ступінь Ейбла. Другий політ, який відбувся першим у польоті двигуном AJ10-101, відбувся 10 липня 1958 року.
Двигун AJ10-138 спочатку був розроблений для Vanguard і Able і літав з 1964 по 1980 рік. Два з цих двигунів були використані в Титан III GTO Transtage, з тягою, збільшеною з 7 800 фунтів-сил до 8 000 фунтів-сил і з більшим питомим імпульсом 311 с (3,05 км/с).
Двигун AJ10-137 (20500 фунт-сил (91 кН) тяги) використовувався в службовій силовій установці службового модуля Аполлон з першого польоту в 1966 році. Трансземна ін’єкція з місячної орбіти була найбільш критичним використанням цього двигуна під час програми «Аполлон». Ця версія використовувала Аерозин 50 (суміш НДМГ і гідразину у співвідношенні 1:1) як паливо та тетраоксид азоту (N2 O4) як окислювач замість попередньої азотної кислоти/НДМГ.
Двигун AJ10-118F видавав 9 000 фунт-сил тяги і був отриманий як продовження від двигуна AJ10-138, який використовувався на Transtage. Він використовувався верхнім ступенем Delta-F ракети серії Delta 1000 Straight Eight, починаючи з 1972 року. Ця версія також використовувала Aerozine 50 як паливо та чотириокис азоту (N2 O4) як окислювач.
Двигун AJ10-190 використовувався в системі орбітального маневрування космічного човника (OMS) для виведення на орбіту, маневрів на орбіті та сходу з орбіти, вперше здійсненого в 1981 році. Вони виробили 26,7 кілоньютон тяги з питомим імпульсом (Isp) 316 секунд.  Після виходу з експлуатації шаттла ці двигуни були перепрофільовані для використання в службовому модулі космічного корабля Orion. У цьому варіанті як паливо використовується монометилгідразин, а як окислювач – чотириокис азоту (N2 O4).
Двигун AJ10-118K використовувався на розгінному ступені ракети Delta II, Delta-K. Він використовував Аерозин 50 як паливо та тетраоксид азоту (N2 O4) як окислювач. Варіант двигуна AJ10-118K використовувався з 1989 року та був знятий після запуску ICESat-2 15 вересня 2018 року.